# Lago de Cachí
El Lago de Cachí es una pequeña laguna artificial de alrededor de 3,24 km². Está situada en el interior del país centroamericano de Costa Rica, en el cantón de Paraíso, provincia de Cartago. 
La población principal que le da su nombre es Cachí, y está ubicada a 1 kilómetro de la orilla oriental del lago.
El embalse fue creado por la represa de Cachí, la cual tiene una configuración estructural de arco (una de las más delgadas del mundo), y fue construida por el Instituto Costarricense de Electricidad en 1966 para la producción de energía hidroeléctrica y se formó con los flujos hídricos del río Reventazón. 
Además, está situado en una de las zonas con mayor pluviosidad del país, con un promedio anual de lluvia situado entre 1,200 a 8,000 milímetros.

## Geografía
El Lago de Cachí se encuentra en una estrecha llanura aluvial con abundantes aportes de materiales de origen sedimentario poco consolidados, y rodeado de montañas de escasa altitud con fuertes pendientes.
El embalse contiene la represa de Cachí (en la parte noreste del lago), cerca del pueblo de Ujarrás a lo largo de la carretera nacional 225 en el curso medio del río Reventazón, en el valle de Ujarrás. 
El lago fue creado artificialmente por el embalse del río Reventazón, a medida que fluye en un curso meándrico hacia el noreste, a través de un valle encajonado.
El río tiene un área de drenaje total de 3.000 kilómetros cuadrados, situado en un rango altitudinal que varía desde 3.432 metros sobre el nivel medio del mar en su punto más alto, hasta el punto más bajo en su desembocadura en el Mar Caribe. El embalse creado por la represa de Cachí cubre la cuenca superior de 919 kilómetros cuadrados.
La precipitación anual en toda la cuenca hidrográfica varía de 1,200-8,000 mm. En el 80% de la superficie total de la cuenca, el relieve varía claramente, con las montañas que tienen pendientes entre 20 y 85 grados. La entrada media anual de agua en el depósito está en la tasa de 104 metros cúbicos por segundo. La capacidad de almacenamiento bruto de la reserva es de 51 millones de metros cúbicos. La descarga de inundación del proyecto es de 3.500 metros cúbicos por segundo.
El embalse tiene una extensión de agua de 324 hectáreas (3,24 km²) con una forma muy irregular. Se extiende en una longitud de 6 kilómetros de largo por 1 kilómetro de ancho en promedio, y con una profundidad máxima de 69 metros. 
El 60 % de la cuenca del embalse está cubierto de bosques, el resto es tierra agrícola.

## La represa

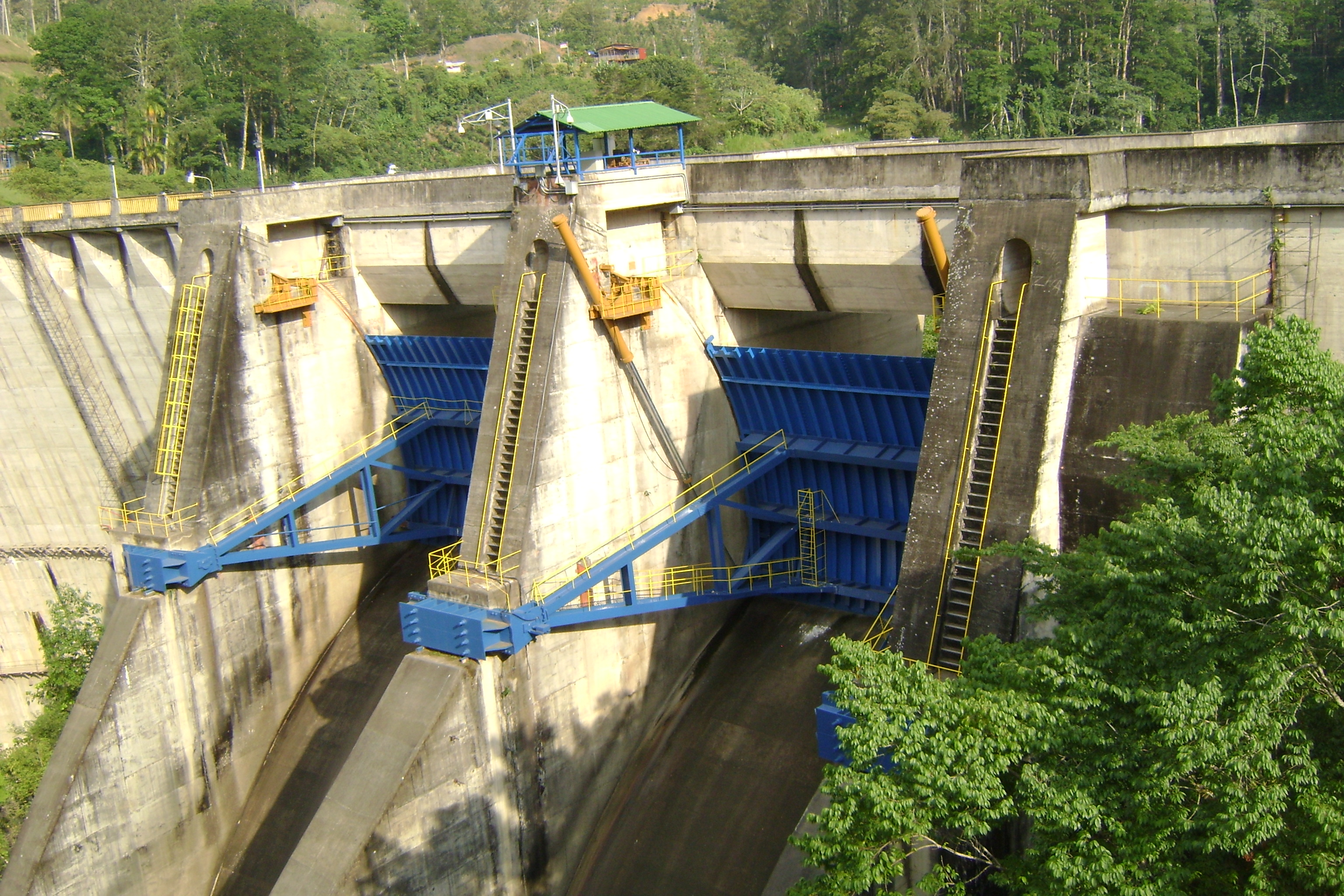
Represa de Cachí

Esta gran obra de ingeniería fue construida por el Instituto Costarricense de Electricidad (ICE) entre las décadas de 1960 y 1970, siendo uno de los primeros proyectos hidroeléctricos en Costa Rica. Tiene una capacidad instalada de 102 MW con tres unidades con una capacidad de 34 MW cada una. 
El proyecto se inició con tres etapas: la primera unidad entró en servicio en 1966, luego continuó con la segunda unidad en 1967 y la tercera unidad en 1978. El río Reventazón proporciona múltiples beneficios a través de las tres presas construidas sobre el mismo.
La represa fue construida con un delgado arco de doble estructura de hormigón (se dice que es una de las presas más delgadas de este tipo en el mundo), construida a una altitud de 80 metros sobre su base más profunda. Se encuentra en un desfiladero estrecho y tiene una longitud de corona de 70 metros.  La incautación tiene 51 millones de metros cúbicos de flujos del río Reventazón.
El proyecto fue planeado, diseñado y ejecutado por el ICE, con el apoyo y la supervisión técnica del Dr. Serafín Laginha, un consultor portugués, para construir el diseño de arco utilizado. El proyecto se llevó a cabo luego de extensas exploraciones de las características geológicas que confirmaron la idoneidad del lugar. 
Durante la construcción, se hicieron dos túneles de desvío con controles cerrados, diseñados para un caudal de 600 metros cúbicos por segundo, para encauzar el agua lejos del lugar de trabajo de la construcción de la represa.

## Ampliación de capacidad
En el 2014 se inició con la ampliación de su capacidad de producción eléctrica, construyendo un nuevo túnel de conducción de agua hacía la casa de máquinas e instalando una nueva unidad generadora de energía y reemplazando las dos ya existentes por unas más modernas, ya que las que existían rondaban los cincuenta años de antigüedad. Con esto el Instituto Costarricense de Electricidad pretende llegar al 100% de producción eléctrica limpia ya que hasta el momento ronda el 98%. 
A esto se suma el proyecto hidroeléctrico Reventazón en el Cantón de Siquirres, Limón.